# 3545 Gaffey
3545 Gaffey eller 1981 WK2 är en asteroid i huvudbältet som upptäcktes den 20 november 1981 av den amerikanske astronomen Edward L.G. Bowell vid Anderson Mesa Station. Den är uppkallad efter Michael J. Gaffey.
Asteroiden har en diameter på ungefär 12 kilometer och den tillhör asteroidgruppen Koronis.